# Aptidão
Aptidão, valor adaptativo ou fitness (muitas vezes denotada  {\displaystyle w} em modelos de genética populacional) é um conceito central na teoria da evolução. O valor adaptativo de um fenótipo é uma medida simples de sucesso reprodutivo, segundo a qual os organismos que sobrevivem e geram um maior número descendentes férteis nascidos vivos, apresentam uma maior contribuição para a manutenção do fundo genético de sua espécie ou população. O valor adaptativo (ou “fitness”) individual pode ser definido como sendo a proporção do gene de um indivíduo deixado para o fundo genético da próxima geração, ou seja, a contribuição de um indivíduo perante todo o conjunto de genótipos existentes dentro da população em que está inserido.
O “fitness” de uma população ou espécie é determinada pela atuação combinada de vários mecanismos naturais — desde relações ecológicas negativas até fenômenos geológicos e climáticos — que regulam o número de indivíduos que ela possui naturalmente nos ecossistemas em que se insere e, consequentemente, a sua variabilidade genética e o seu potencial de seleção sexual e natural, as ideias centrais para a definição e o entendimento desse conceito.
Os organismos de uma população variam na sua capacidade de competição e consequentemente em seu sucesso reprodutivo (aptidão) em função da variação morfológica, fisiológica ou comportamental existente entre os indivíduos de uma população. Quando essa variação pode ser herdada, um processo de seleção natural ou sexual passa a atuar, favorecendo a manutenção e expansão da característica mais bem adaptada as condições ambientais num determinado momento, ou seja, as características que possuem maior aptidão.
A aptidão é muitas vezes confundida com adaptação, quando, na realidade, ambas estão apenas relacionadas. A aptidão de um organismo é geralmente referida em termos genéticos e é mais difícil de ser medida do que um caráter fenotípico como o tamanho corporal, e, por isso, existe um número muito menor de observações na variação do sucesso reprodutivo do que de observações nas variações fenotípicas.
O conceito de valor adaptativo de um fenótipo atual possui caráter quantitativo, sendo virtualmente passível de ser mensurado aritmética ou estatisticamente. Da mesma forma, a intensidade de seleção sobre um determinado fenótipo também pode ser estudada através do mesmo modelo. Embora de difícil acesso, os valores de “fitness” podem ser calculados através de uma medida relativa da mudança na frequência gênica ao longo das gerações de uma dada população ou espécie.

## Calculando a aptidão individual
Duas diferentes medidas de intensidade de seleção foram elaboradas, sendo o cálculo do valor adaptativo (ou valor seletivo) (W) uma delas. A outra medida foi chamada de Coeficiente de Seleção e é representada por (s) e comporta-se como um cálculo complementar ao conceito de valor adaptativo, podendo ser simplesmente definido como a “redução proporcional da contribuição de um determinado genótipo às gerações futuras, comparado a um genótipo padrão (geralmente o mais favorecido), cuja distribuição geralmente é tida como sendo a unidade base para comparação” . As duas medidas estão relacionadas e podem ser obtidas pelo cálculo:
W=1-s
Assim poderíamos considerar uma população hipotética onde s=0.1 (W=0.9). Isto significa que, para cada 100 descendentes reprodutivamente maduros produzidos pelo genótipo mais favorecido somente 90 são produzidos pelo genótipo que sofre ação de seleção. Quando o genótipo é letal ou estéril, então s=1.0 e o valor adaptativo é zero (W=0).
Na primeira parte desse cálculo é necessário conhecer a frequência dos genótipos antes e depois de um efeito de seleção (no caso de ambientes naturais basta apenas quantificar a frequência de geração em geração já que dificilmente uma população não estará sendo afetada pela Seleção Natural). A partir do conhecimento prévio das frequências gênicas podemos compará-la com as modificações ocorridas e consequentemente obter os valores adaptativos dos genótipos envolvidos.
Exemplo
| Genótipos                    | AA   | AB   | BB   |
| ---------------------------- | ---- | ---- | ---- |
| Frequência antes da seleção  | 0.15 | 0.35 | 0.50 |
| Frequência depois da seleção | 0.30 | 0.40 | 0.30 |

{\displaystyle {\frac {0.30}{0.15}}=2.0}
{\displaystyle {\frac {0.40}{0.35}}=1.14}
{\displaystyle {\frac {0.30}{0.55}}=0.6}
Neste exemplo estamos considerando três possíveis genótipos para um loco autossômico com dois alelos na população, o fitness pode então ser medido pela proporção de descendentes produzidos de uma geração para a outra respectivamente para cada um dos três genótipos envolvidos.
Estes valores já são os valores adaptativos ou medidas da capacidade dos diferentes genótipos de doarem genes às gerações futuras. Entretanto, como o valor adaptativo em si não significa muito, a não ser quando comparado com outros, normalmente convertemos estes valores em valores adaptativos relativos. A divisão dos valores acima mencionados por 2,00 (isto é, o valor adaptativo do mais favorecido) nos fornecerá o W, e usando W=1-s teremos os seguintes valores de s.
| Genótipos | AA   | AB   | BB   |
| --------- | ---- | ---- | ---- |
| W         | 1.00 | 0.57 | 0.30 |
| s         | 0.00 | 0.43 | 0.70 |

Devemos ter mente que quando s=0 não significa que a seleção não atua nesse genótipo, no entanto, a seleção atua mais severamente contra os genótipos que obtiveram valores maiores para o coeficiente de seleção, sendo a intensidade de seleção definida pelo mesmo.
O conceito de valor adaptativo nos permite fazer previsões com relação à composição genética de populações naturais, desde que aplicadas a modelos matemáticos adequados. Supondo um sistema de cruzamento ao acaso (pode-se modelar com outros sistemas, sendo que a sequência de procedimentos é a mesma). Supõe-se também um loco com dois alelos e com valores adaptativos constantes ao longo do tempo, que seria o cenário evolutivo mais simples possível. 
Temos:
| Genótipos                    | AA                                                  | AB                                                | BB                                                  | Total                           |
| Valores adaptativos          | W1                                                  | W2                                                | W3                                                  | -                               |
| Frequências antes da seleção | p²                                                  | 2pq                                               | q²                                                  | 1                               |
| Contribuição proporcional    | p² W1                                               | 2pqW2                                             | q² W3                                               | {\displaystyle {\overline {W}}} |
| Frequências após seleção     | {\displaystyle {\frac {p^{2}w_{1}}{\overline {W}}}} | {\displaystyle {\frac {2pqw_{2}}{\overline {W}}}} | {\displaystyle {\frac {q^{2}w_{1}}{\overline {W}}}} | 1                               |

Na terceira linha, “contribuição proporcional”, tem-se um valor inferior a 1,00, e essa nova quantidade é denotada por {\displaystyle {\overline {W}}}: que é o valor adaptativo médio do grupo selecionado. A partir das frequências genotípicas, na última linha, podemos calcular a frequência gênica (q1) após a seleção.
{\displaystyle q_{1}={\frac {q_{2}(1-s)+pq}{1-sq^{2}}}=}
{\displaystyle ={\frac {q_{2}-sq^{2}+q(1-q)}{1-sq^{2}}}=}
{\displaystyle ={\frac {q-sq^{2}}{1-sq}}=}

A alteração na frequência gênica, Δq, ao cabo de uma geração de seleção é:
{\displaystyle \Delta q=q_{1}-q=}

{\displaystyle ={\frac {q-sq^{2}}{1-sq}}-q=}

{\displaystyle ={\frac {q-sq^{2}-q(1-sq^{2}}{1-sq}}=}

### Exemplo
Um dos melhores exemplos de estudo do coeficiente de seleção provém dos estudos realizados por H.B.D Kettlewell em 1955 com a espécie Biston betularia na Inglaterra. Esta espécie de mariposa apresenta duas formas distintas, uma clara e uma mais escura (melânica). Kettlewell observou que à frequência da forma melânica nas coleções de museus mudaram de 1% para 90% em algumas áreas, em menos de um século e meio desde o início da revolução industrial.
A partir da taxa de variação da frequência alélica, Kettlewell calculou o coeficiente de seleção do genótipo responsável pelo fenótipo claro em relação ao genótipo responsável pelo fenótipo escuro e obteve uma estimativa de 0.32, o que aponta para uma vantagem seletiva do genótipo melânico em áreas de intensa poluição, pois elas estariam mais bem camufladas nos troncos de árvores agora cinzentos pelo acúmulo de fuligem.

## Pressupostos do modelo
Em tese, a frequência alélica permanece estável na população, a não ser que alguma influência externa a perturbe. Essas influências seriam: uma nova mutação; a seleção natural; migrações; e flutuações ao acaso. Sendo assim, é muito difícil, se não impossível, encontrar a completa ausência desses fatores em populações naturais. 
Entretanto, o que podemos esperar é que a frequência de um alelo “inferior” seja gradualmente reduzida pela ação da Seleção Natural. No entanto, a medida que os alelos vão chegando aos extremos de suas frequências gênicas possíveis 1.0 (fixado) ou 0.0 (extinto), a frequência gênica se altera mais lentamente, apesar de o mesmo valor de s estar atuando contra o genótipo “inferior”. Sendo assim, sem a variabilidade genética a seleção natural não atuará de forma muito efetiva. Em outras palavras, a seleção natural maximiza o valor adaptativo, originando o processo de adaptação

Dez simulações de flutuações aleatórias na frequência gênica de um único alelo com uma frequência inicial de 0.5 mensurado ao decorrer de 50 gerações. Nessa simulação, alelos se perdem e fixam (frequencia de 0.0 ou 1.0) apenas em pequenas populações.

Entender os fatores a qual uma população natural está exposta é parte importante da avaliação do fitness de um genótipo. Alguns pressupostos desse modelo devem estar claros para o seu uso consciente e compreensão de suas variações.
1. Os geneticistas de população geralmente usam valores adaptativos constantes, ou seja, pressupõe-se que o ambiente é constante e homogêneo;
2. Os modelos geralmente envolverão somente um loco gênico com dois alelos. Toda variação genética que não se refira ao loco considerado é ignorada. Pressupõe-se que qualquer modificação do valor adaptativo produzida pelo resto do genoma afeta igualmente os três genótipos. Quando dizemos que o valor adaptativo de AA=1-s, isto significa, na realidade, que estamos tirando uma média do valor adaptativo que inclui a influência de todo o genoma;
3. População mendeliana;
4. Sem sobreposição de gerações;
5. Sem migração;
6. Sem mutação;
7. {\displaystyle {w}} constante e igual para ambos os sexos;
8. Um locus com dois alelos

A mudança evolutiva na qual a seleção natural favorece uma mutação rara em um único loco e a conduz até a fixação (um dos pressupostos desse modelo) é uma das formas mais simples de evolução e consequentemente não se deve esperar encontrar essa condição com muita frequência nas populações naturais. Também temos de considerar a seleção em termos de chances de sobrevivência diferentes desde o nascimento até a vida adulta; mas a seleção também pode atuar por meio de diferenças na fertilidade se indivíduos de um genótipo diferente – após eles terem sobrevivido até a vida adulta – produziram um número diferente de descendentes. O modelo prevê cruzamentos aleatórios entre os genótipos, mas os cruzamentos podem não ser aleatórios (e frequentemente não serão). Além disso, o valor adaptativo de um genótipo pode variar no tempo e no espaço e depende de quais genótipos estão presentes em outro loco. Muitas das mudanças evolutivas provavelmente consistem em um ajustamento nas frequências dos alelos em locos polimórficos, uma vez que os valores adaptativos variam ao longo do tempo, em vez da fixação de novas mutações favoráveis. 
Essa complexidade não invalida o modelo de valor adaptativo e coeficiente de seleção, ainda sim, esses modelos contribuem para a compreensão e respostas de temas centrais dentro da evolução, ecologia e etologia.

## Valor adaptativo inclusivo
O conceito de “fitness inclusivo” foi inicialmente proposta pelo biólogo britânico W. D. Hamilton a partir da compreensão que a formalização e sua forma matemática foram propostas, permitindo assim a exploração de novos campos através dos modelos propostos, entre esses campos, a etologia e a ecologia comportamental, que tiveram diversas hipóteses passíveis de serem testadas, através dos modelos de fitness propostos, principalmente o altruísmo em diversos grupos taxonômicos além de outros aspectos intrigantes do comportamento animal.
Uma vez que o fitness obtido pela reprodução direta (fitness direto) e o fitness alcançado pela ajuda na sobrevivência de parentes não descendentes (fitness indireto) podem ser expressos em unidades genéticas idênticas, podemos somar a contribuição de genes total de um indivíduo para uma próxima geração, criando uma medida quantitativa que pode ser chamada de fitness inclusivo
O cálculo do fitness inclusivo não é medido apenas pela adição da representação genética de sua prole mais aquela de todos os seus parentes. Em vez disso, o que conta é o efeito que o próprio indivíduo exerce sobre a propagação genética dos genes (1) diretamente pela prole sobrevivente, possível de ser transferido apenas por meio da hereditariedade do material genético dos pais, e não pelos esforços dos outros, e (2) indiretamente, via parentes não descendentes que não teriam existido sem a assistência do mesmo indivíduo.
Por exemplo, se um animal foi bem sucedido na criação de um filhote e também adotou outros três filhotes de seus irmãos, então sua aptidão direta seria 1 X 0,5 = 0,5, e seu valor adaptativo indireto seria 3 X 0,25 = 0.75; a soma desses dois resultados fornece uma medida da aptidão inclusiva ou o sucesso genético (0,5 + 0,75 = 1,25).
O conceito de fitness inclusivo, contudo, é tipicamente usado não para assegurar as medidas absolutas das contribuições genéticas ao longo da vida dos indivíduos, mas para nos ajudar a comparar as consequências evolutivas (genéticas) das duas estratégias hereditárias alternativas, ou seja, o fitness inclusivo se torna importante como meio para determinar o sucesso genético relativo de duas ou mais estratégias competidoras que promovam respectivamente o altruísmo ou a reprodução individual.
Podemos esperar então, que, para uma determinada estratégia altruísta ser adaptativa, o fitness inclusivo dos indivíduos altruístas tem que ser maior do que se esses indivíduos tentassem a reprodução pessoal. Um alelo raro “para” o altruísmo se tornará mais comum apenas quando o fitness indireto obtido pelo altruísta for maior do que o fitness direto que ele perderia como um resultado de seu comportamento de autossacrifício. Este argumento é frequentemente apresentado como Regra de Hamilton.

## Superfície adaptativa e Paisagens adaptatativas

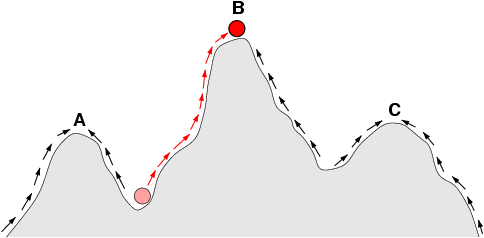
Exemplo de paisagem adaptativa. Pode-se ver picos e vales representando o fitness de um fenótipo

Uma maneira de representar graficamente o processo de seleção é pelo uso de superfícies adaptativas ou paisagens adaptativas. Estes são modelos gráficos em que o valor adaptativo médio de uma população {\displaystyle {w}} é representado pela elevação do terreno em um determinado ponto. A extensão da superfície é fornecida por todas as possíveis combinações genotípicas que a população possa ter. 
À medida que a frequência do alelo “inferior” diminui e o valor de {\displaystyle {w}} aumente, a população subirá mais e mais em direção ao pico adaptativo. A parte íngreme da superfície adaptativa indica a velocidade de alteração da frequência gênica e podemos ver que a seleção contra um gene recessivo prosseguirá mais rapidamente do que contra um gene dominante, em frequências baixas, mas menos rapidamente em frequências baixas.

## Evolução do conceito de fitness

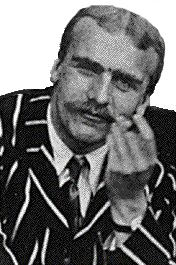
John Burdon Sanderson Haldane (5 de novembro de 1892, Oxford - 1 de dezembro de 1964)

Darwin utilizou-se do termo “fitness” e “fitted” várias vezes na primeira edição do livro A Origem das Espécies. No entanto, o conceito de fitness permaneceu vago até a década de 30 quando geneticistas de populações começaram a se debruçar sobre esse tema, sendo J.B.S. Haldane provavelmente o primeiro a propor um conceito mais objetivo e matematicamente mensurável para o termo.

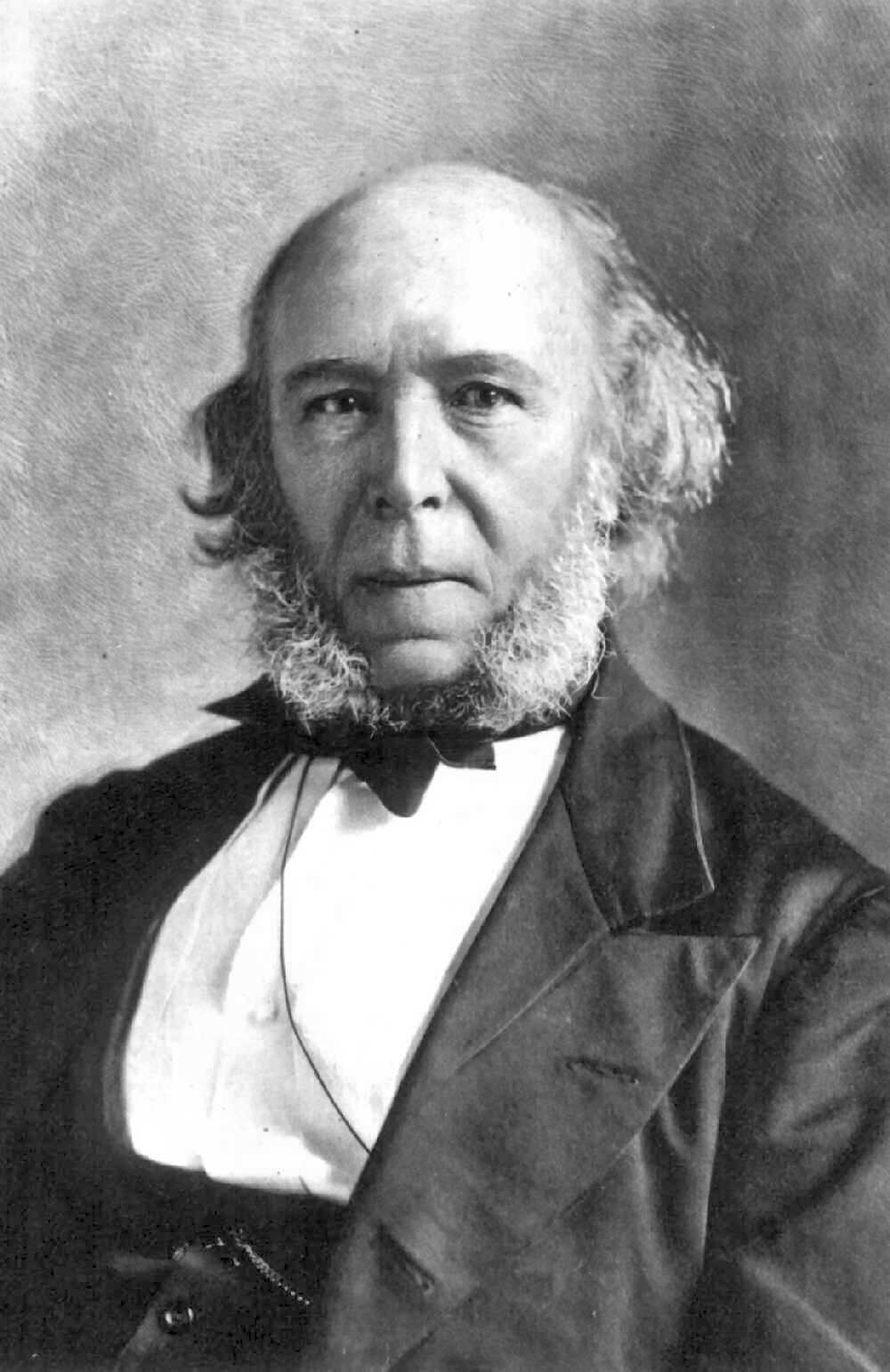
Herbert Spencer (27 April 1820 - 8 December 1903) Filósofo Inglês.

Durante o tempo em que o termo fitness esteve sem uma definição concisa, ele foi apropriado pelo sociólogo Britânico, Herbert Spencer, dando origem às teorias do Darwinismo social, através da definição dada por Spencer “Sobrevivência dos mais adaptados”, no seu trabalho em 1964 “Principles of Biology”. 
Houve um grande empenho para dissociar a biologia das formas apresentadas do Darwinismo social, especialmente da eugenia. Dentre esses esforços a própria elaboração de novos termos para substituir o termo fitness foi criado, como por exemplo, “valor adaptativo”. O geneticista T. Dobhzanski raramente utilizava o termo fitness, preferindo o uso do termo “valor adaptativo” ou mesmo “valor de sobrevivência”. Haldane tentou distinguir entre as formas de uso do termo fitness na biologia e no Darwinismo social, propondo que fitness no consenso Darwiniano tratava do número médio de prole deixada para as próximas gerações.